# Milou Honig
Milou Honig, (ur. 1947 w Amsterdamie) – holenderska malarka obrazów i grafiki.
Honig w 1969 ukończyła Gerrit Rietveld Academie w Amsterdamie i od tego czasu tworzy używając różnych technik. Najczęściej maluje gwasze oraz obrazy na tkaninach, posługuje się też techniką sitodruku, która pozwala jej ukazać kontrasty polichromii. Większość jej prac to abstrakcje złożone z barwnych powierzchni, w których daje się odnaleźć graficzne motywy z afrykańskiego rzemiosła artystycznego lub elementy otaczającego ją świata np. krajobrazy lub fragmenty natury.
Według Honig natura jest niezniszczalna i niesie życie, toteż wiele prac niesie silne zabawienie emocjonalne. W jej pracach kolory, światło, przestrzeń i ruch są połączone z kompozycjami figuralnymi tworząc spójną całość. Jej twórczość charakteryzuje dobór jasnych barw i brak wyraźnych granic pomiędzy motywami i przedmiotami.
Mieszka w Utrechcie, ale wiele czasu spędza na plenerach we Francji.